# Katharina Scheuba
Katharina Scheuba (* 16. November 1993 in Wien) ist eine österreichische Schauspielerin und Ärztin.

## Leben
Katharina Scheuba wuchs in Wien auf. Während ihrer Schulzeit besuchte sie eine High School in Colorado, wo sie im Drama Club ihre Liebe zum Schauspiel entdeckte. Nach ihrem Schulabschluss absolvierte sie ab 2013 eine professionelle Schauspielausbildung in mehreren Workshops. Sie machte zudem im Jahr 2019 ihren Doktor in Medizin und arbeitete als Ärztin in verschiedenen Kliniken.
Sie wirkte zunächst in verschiedenen Werbespots mit. Seit 2014 trat sie in mehreren Kurzfilmen und als Bühnendarstellerin in mehreren Theaterstücken auf. Sie ist als Synchronsprecherin aktiv, wie für One Piece Gold.
Seit August 2024 (Folge 4267) spielt Scheuba in der ARD-Telenovela Sturm der Liebe als Maxi Saalfeld (geb. Neubach) eine der Hauptrollen. Seit Dezember 2024 (Folge 4335) ist sie der weibliche Part des Protagonistenpaares der 21. Staffel.
Scheuba lebt in München. Neben ihrer Muttersprache Deutsch spricht sie auch Englisch, Französisch und Spanisch.

## Filmografie
- 2014: Wienerland (Fernsehserie, 3 Folgen)
- 2017: Snakebite (Kurzfilm)
- 2018: CopStories (Fernsehserie, 1 Folge)
- 2021: The Choice (Kurzfilm)
- 2021: Die Schönwetterbullen (Fernsehserie)
- 2022: Dinner für Acht
- 2023: The Dark Girl
- 2023: Nie nur Ich (Kurzfilm)
- 2024: Gringo Hunter
- 2024: Dirty Boy
- 2024: Vienna is Calling (Kurzfilm)
- Seit 2024: Sturm der Liebe (Fernsehserie)
- 2025: Hubert ohne Staller (Fernsehserie)